# Instituto de Ciências Biológicas da Universidade Federal de Goiás
O Instituto de Ciências Biológicas da Universidade Federal de Goiás (UFG) é uma unidade pública de ensino, pesquisa e extensão, localizada em Goiânia.
Surgiu em dezembro de 1968, com o processo de reforma universitária ocorrido naquele ano. O primeiro curso surgido foi o de graduação em Biologia, e hoje é distribuído em várias áreas em graduação e pós-graduação em cinco prédios, nomeados de ICB 1 a 5. O instituto também responde pelo primeiro curso de educação à distância da UFG, criado na década de 1990.
Situa-se no Campus Samambaia, na região norte de Goiânia.